# Anna María (Florida)
Anna Maria es una ciudad ubicada en el condado de Manatee en el estado estadounidense de Florida. En el Censo de 2010 tenía una población de 1503 habitantes y una densidad poblacional de 681,12 personas por km².

## Geografía
Anna Maria se encuentra ubicada en las coordenadas 27°31′47″N 82°44′1″O / 27.52972, -82.73361. Según la Oficina del Censo de los Estados Unidos, Anna Maria tiene una superficie total de 2.21 km², de la cual 1.91 km² corresponden a tierra firme y (13.26%) 0.29 km² es agua.

## Demografía
Según el censo de 2010, había 1503 personas residiendo en Anna Maria. La densidad de población era de 681,12 hab./km². De los 1503 habitantes, Anna Maria estaba compuesto por el 97.87% blancos, el 0.27% eran afroamericanos, el 0.73% eran amerindios, el 0.53% eran asiáticos, el 0.07% eran isleños del Pacífico, el 0.07% eran de otras razas y el 0.47% pertenecían a dos o más razas. Del total de la población el 3.06% eran hispanos o latinos de cualquier raza.